# Josip Poklukar
Josip Poklukar (7. března 1837 Zgornje Gorje – 17. března 1891 Lublaň) byl rakouský politik slovinské národnosti, v 2. polovině 19. století poslanec Říšské rady a zemský hejtman Kraňska.

## Biografie
Vychodil gymnázium v Lublani. V letech 1857–1861 studoval práva na Vídeňské univerzitě a roku 1864 získal titul doktora práv. Působil pak jako koncipient v Lublani. V roce 1875 opustil právní praxi a téhož roku převzal vedení tiskárny Blasnik, později byl jejím spolumajitelem.
Byl veřejně a politicky aktivní. Náležel ke staroslovinskému politickému směru okolo Janeze Bleiweise. V roce 1870 byl zvolen na Kraňský zemský sněm, kde zasedal až do své smrti roku 1891. V roce 1888 se stal prvním etnickým Slovincem, který zastával funkci zemského hejtmana (předsedy sněmu a nejvyššího představitele zemské samosprávy) v korunní zemi Kraňsko. Zemský sněm ho roku 1872 delegoval i do Říšské rady (celostátní parlament, volený nepřímo zemskými sněmy) za kurii venkovských obcí v Kraňsku. Složil slib 13. ledna 1872, ale jeho mandát byl 15. února 1873 pro dlouhodobou absenci prohlášen za zaniklý. Do vídeňského parlamentu se vrátil v přímých volbách do Říšské rady 1879, nyní za kurii městskou a obchodních a živnostenských komor v Kraňsku, obvod Postojna, Idrija atd. Mandát obhájil ve volbách do Říšské rady 1885 a volbách do Říšské rady 1891, ale ještě před složením poslaneckého slibu zemřel v březnu 1891.
Od roku 1890 byl členem Kraňské zemědělské společnosti, od roku 1889 i obchodní a živnostenské komory a v roce 1890 se stal předsedou sjezdu slovinských a istrijských poslanců v Lublani, kde se rozhodovalo o koordinaci politické činnosti Slovinců a Chorvatů na zemských sněmech a v Říšské radě.
Zemřel po delší nemoci v březnu 1891. Národní politika ho v nekrologu označila za přítele českého národa.